# Mitjana de Riesz
En matemàtiques, la mitjana de Riesz és una certa mitjana dels termes d'una sèrie. Van ser introduïda per Marcel Riesz el 1911 com a millora respecte a la mitjana de Cesàro. La mitjana de Riesz no s'ha de confondre amb la mitjana de Bochner-Riesz o la mitjana de Strong-Riesz.

## Definició
Donada una sèrie {\displaystyle \{s_{n}\}}, la mitjana de Riesz de la sèrie es defineix per
{\displaystyle s^{\delta }(\lambda )=\sum _{n\leq \lambda }\left(1-{\frac {n}{\lambda }}\right)^{\delta }s_{n}}
De vegades es defineix una mitjana de Riesz generalitzada
{\displaystyle R_{n}={\frac {1}{\lambda _{n}}}\sum _{k=0}^{n}(\lambda _{k}-\lambda _{k-1})^{\delta }s_{k}}
Aquí, {\displaystyle \lambda _{n}} són seqüències amb {\displaystyle \lambda _{n}\to \infty } i amb {\displaystyle \lambda _{n+1}/\lambda _{n}\to 1} com {\displaystyle n\to \infty }. A part d'aquest, {\displaystyle \lambda _{n}} d'altra manera es prenen com a arbitràries.
Les mitjanes de Riesz s'utilitzen sovint per explorar la sumabilitat de les seqüències; els teoremes de sumabilitat típics discuteixen el cas de {\displaystyle s_{n}=\sum _{k=0}^{n}a_{k}} per a alguna seqüència {\displaystyle \{a_{k}\}}. Típicament, una seqüència és sumable quan el límit {\displaystyle \lim _{n\to \infty }R_{n}} existeix, o el límit {\displaystyle \lim _{\delta \to 1,\lambda \to \infty }s^{\delta }(\lambda )} existeix, encara que els teoremes de sumabilitat precisos en qüestió sovint imposen condicions addicionals.

## Casos especials
Sigui {\displaystyle a_{n}=1} per a tot {\displaystyle n}. Llavors
{\displaystyle \sum _{n\leq \lambda }\left(1-{\frac {n}{\lambda }}\right)^{\delta }={\frac {1}{2\pi i}}\int _{c-i\infty }^{c+i\infty }{\frac {\Gamma (1+\delta )\Gamma (s)}{\Gamma (1+\delta +s)}}\zeta (s)\lambda ^{s}\,ds={\frac {\lambda }{1+\delta }}+\sum _{n}b_{n}\lambda ^{-n}.}
Aquí, s'ha de prendre {\displaystyle c>1}; {\displaystyle \Gamma (s)} és la funció gamma i {\displaystyle \zeta (s)} és la funció zeta de Riemann. La sèrie de potències
{\displaystyle \sum _{n}b_{n}\lambda ^{-n}}
es pot demostrar que és convergent per {\displaystyle \lambda >1}. Tingueu en compte que la integral és de la forma d'una transformada de Mellin inversa.
Un altre cas interessant relacionat amb la teoria de nombres sorgeix amb la presa de mesures {\displaystyle a_{n}=\Lambda (n)}, on {\displaystyle \Lambda (n)} és la funció de Von Mangoldt. Llavors
{\displaystyle \sum _{n\leq \lambda }\left(1-{\frac {n}{\lambda }}\right)^{\delta }\Lambda (n)=-{\frac {1}{2\pi i}}\int _{c-i\infty }^{c+i\infty }{\frac {\Gamma (1+\delta )\Gamma (s)}{\Gamma (1+\delta +s)}}{\frac {\zeta ^{\prime }(s)}{\zeta (s)}}\lambda ^{s}\,ds={\frac {\lambda }{1+\delta }}+\sum _{\rho }{\frac {\Gamma (1+\delta )\Gamma (\rho )}{\Gamma (1+\delta +\rho )}}+\sum _{n}c_{n}\lambda ^{-n}.}
De nou, cal prendre c > 1. La suma sobre ρ és la suma sobre els zeros de la funció zeta de Riemann, i
{\displaystyle \sum _{n}c_{n}\lambda ^{-n}\,}
és convergent per a λ > 1.
Les integrals que es produeixen aquí són similars a la integral de Nørlund-Rice; molt aproximadament, es poden connectar a aquesta integral mitjançant la fórmula de Perron.